# Llardecáns
Llardecáns (oficialmente Llardecans) es un municipio y localidad española de la provincia de Lérida, en la comunidad autónoma de Cataluña. El término municipal, ubicado en el sureste de la comarca del Segriá y en el límite con las de la Ribera de Ebro y las Garrigas, tiene una población de 428 habitantes (INE 2024).

## Toponimia
El nombre del lugar puede encontrarse referido con las grafías Llardecáns, Lardecans y Llardecans.

## Historia
Hacia mediados del siglo XIX el lugar tenía contabilizada una población de 422 habitantes. Aparece descrito en el décimo volumen del Diccionario geográfico-estadístico-histórico de España y sus posesiones de Ultramar de Pascual Madoz de la siguiente manera:

LARDECANS, vulgo LLARDECANS: l. con ayunt. en la prov., dióc. y part. jud. de Lérida (8 leg.), aud. terr. de Barcelona (Cataluña 42), y c. g. de Cataluña: sit. en un llano, con clima frio en invierno y caluroso en verano, propenso á las inflamaciones. Se compone de 125 casas de piedra y tapia con escasas comodidades, y varias calles desempedradas en su mayor parte, y una plaza donde se reunen los vec. los dias festivos á bailar y otras diversiones; casa de ayunt., escuela de niños concurrida por 40, que desempeña el secretario de ayunt con la dotacion por ambos cargos de 2,100 rs., que se recargan á la contr.; y una igl. parr. (la Asuncion), cuyo curato de segundo ascenso y provision de S. M. o el diocesano, lo sirve un cura párroco y un beneficiado de patronato particular: contiguo á ella y hacia el O. de la pobl. está el cementerio en buena sit.; y los vec. se sirven para beber de las aguas de una balsa algo dist., y para los demas usos de la balsa de las caballerías que está tocando á las casas. Confina el térm. por N. con Sarroca; E; la Granadella; S. Bovera, á 1/2 leg. por los 3 punios, y O. Mayáls á 3/4; estendiéndose 1/4 de N. á S. y 1 de E. á O.; agregado á este térm. está el rural de Adá que dista cerca de una hora, y dentro de su circunferencia existen varias canteras de piedra, aunque bastante floja. El terreno de secano, es de buena calidad, sembrado de pequeñas eminencias de escasa consideracion, y plantado de olivos, almendros, robles, encinas, algunos pinos y bastante viñedo, abundando las deh. de pasto en todo el térm., si bien se respeta el plantado á temporadas. Los caminos dirigen á Sarroca, para ir á Lérida; á la Granadella para el Priorato; á Bovera para Flix y Tortosa, y á Mayals para Mequinenza en mediano estado; recibe la correspondencia de la Granadella por encargo, sin que haya dia determinado de entrada ni salida. prod.: trigo, centeno, cebada, aceite, vino, almendras y miel; cria ganado lanar y caza de muchísimas perdices y conejos, con pocas liebres. ind.: un molino aceitero con 2 prensas, teniendo que acudir los pueblos de la ribera del Seo para moler el trigo, y algunas veces hasta Lérida. comercio: muy poco de ganado lanar. pobl.: 60 vec., 422 alm. cap. imp.: 90,379 rs. contr.: el 14'28 por 100 de esta riqueza: el presupuesto municipal asciende á 3,316 rs que se cubren 472 con los arbitrios, y el resto por un reparto vecinal recargando la contr. El significado del nombre de este pueblo equivale á ladrido de perros.
(Madoz, 1847, p. 77)

## Demografía
Cuenta con una población de 428 habitantes (INE 2024).
| Gráfica de evolución demográfica de Llardecans entre 1842 y 2021 |
| |
| Población de derecho según los censos de población del INE Población de hecho según los censos de población del INEEn estos censos se denominaba Llardecáns: 1842, 1857, 1860, 1877, 1887, 1897, 1900, 1910, 1920, 1930, 1940, 1950, 1960, 1970 y 1981 |

| 1900 | 1930 | 1950 | 1970 | 1981 | 1986 |
| ---- | ---- | ---- | ---- | ---- | ---- |
| 1351 | 1230 | 1050 | 843  | 742  | 725  |

## Economía
Agricultura, mayormente olivos y almendros y en menor medida cacahuetes. Gran participación de numerosas granjas de bovino y porcino.

## Patrimonio
En la localidad se encuentra la iglesia de Santa María, del siglo XVIII y de estilo barroco.